# 옭매듭

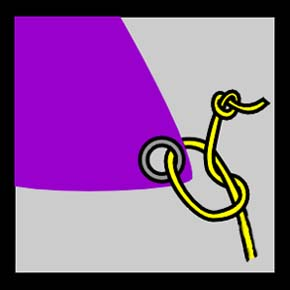
물건을 붙잡아놓기 위해 옭매듭한 줄을 끝에서 풀리지 않게 다시 한번 옭매듭을 사용하여 마감했다.

옭매듭(overhand knot)은  일반적으로 흔히 사용하는 매듭으로 끈이나 로프의  줄을 단순히 묶기 위한 용도로 자주 사용된다.
한편 옭매듭은 끈이나 로프의 끝 가닥을 마감하기위한 용도로도 곧잘 사용된다.
보통 전문적인 경우가 아니라면  끈을 붙잡아 매거나 줄을 묶을경우 '매듭'은 옭매듭을 가리키는 경우가 대부분이다.

## 매듭 방법
| |
| 옭아 매는 옭매듭은 일반적으로 어느 방향으로든 양쪽 방향 다 쉽게 풀리지 않는 것이 목적이나 이러한 효율성을 좀 더 높이기 위해서 두번 이상 다시 옭매듭하는 방법이 사용되기도 한다. |

옭매듭은 대부분의 매듭 방법에 있어서 중요하게 응용되는 기본 매듭이다.

## 같이 보기
- 고리 옭매듭
- 나비매듭